# JVC

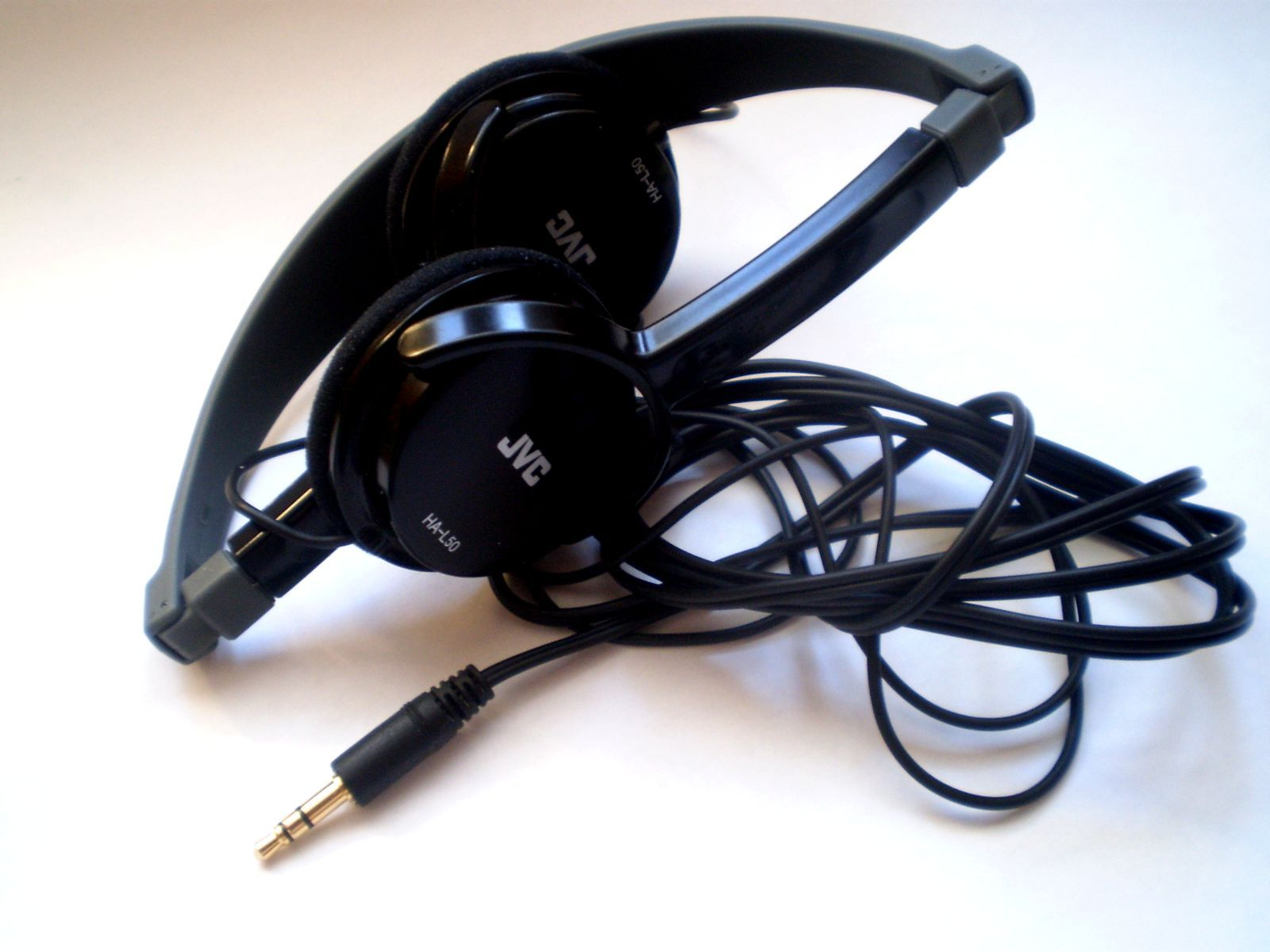
JVC HA-L50

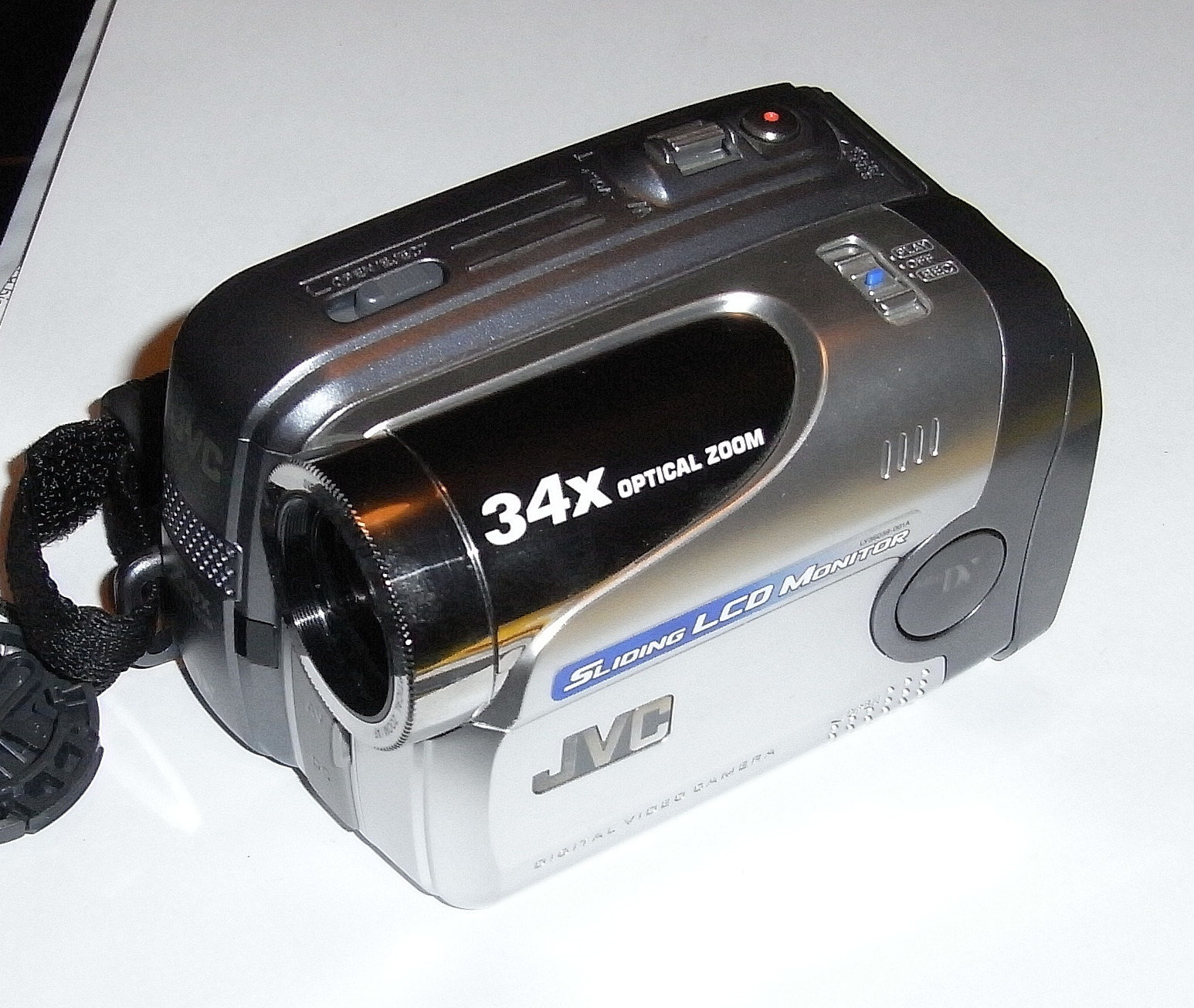
JVC GR DA20

Victor Company of Japan, Limited (日本ビクター株式会社, Nihon Bikutā Kabushiki-gaisha) (TYO 6792), coneguda com a JVC, és una companyia japonesa de dispositius electrònics per als mercats domèstic i professional. La seva seu social es troba en la ciutat de Yokohama, Japó i va ser fundada el 1927. Les seves dues grans fites històrics són ser la primera empresa japonesa a fabricar un televisor i l'inventar el sistema de vídeo domèstic VHS.

## Història
JVC va ser fundada el 1927 com "Victor Talking Machine Company of Japan, Limited" com la subsidiària de la nord-americana Victor Talking Machine Company, especialitzada en la fabricació de gramòfons. A partir de 1930 va començar a produir discos. El 1932 va donar començament la seva producció de receptors de ràdio, i el 1939 va fabricar el primer televisior del Japó.
Durant la Segona Guerra Mundial, i a causa del fet que Estats Units i Japó eren enemics en el conflicte, la companyia va tallar les relacions amb l'estranger.
El 1953, va entrar en l'accionariat de JVC la japonesa Matsushita, arribant a posseir el 52,4% de les accions de la companyia i exercint el control sobre aquesta.
En 2005, JVC es va sumar a HANA, la High Definition Àudio-Video Network Alliance a fi de contribuir a fixar els estàndards entre diferents dispositius electrònics en l'era digital.
Actualment, des del 24 de juliol de 2007, Kenwood disposa d'un 17% de les accions, el que deixa a Matsushita amb un 36,8% de participació. Avui, JVC és una empresa multinacional les operacions de la qual abasten tot el globus amb més de 35.000 empleats. Els seus tres mercats principals són Japó, Estats Units i Europa.

## Patrocini
JVC inverteix grans sumes en patrocini d'esdeveniments culturals i esportius. Des de 1978 tots els anys apadrina el mundialment famós festival de producció de video Tòquio Video Festival i des de 1984 el JVC Jazz Festival. Des de 1982 és patrocinador actiu de la FIFA i la seva presència en els campionats mundials de futbol és contínua des de llavors. El seu debut com patrocinador ho va fer a Espanya 1982. En 1982 va començar a patrocinar el campionat europeu de futbol promogut per la UEFA.